# Katmai National Park
58°30′0″N 155°00′0″V / 58.50000°N 155.00000°V
Katmai National Park er en nationalpark i den sydlige del af delstaten Alaska i USA. Dens vigtigste naturattraktioner er de mange fumaroler i Valley of Ten Thousand Smokes og den store stamme af brunbjørne, i alt ca. 2.000. Parken dækker et areal på 19.122 km², og er opkaldt efter parkens midtpunkt: stratovulkanen Mount Katmai. 
Området blev først fredet i 1918 for at beskytte områderne omkring vulkanbjerget. Nationalparken blev etableret i 1980 som et af i alt femten områder som blev  oprettet samtidig gennem Alaska National Interest Lands Conservation Act. 
Der er mere end fjorten aktive vulkaner i parken. Fourpeaked Mountain havde i 2006 sit første udbrud i 10.000 år.
De fleste turister i parken besøger det tilrettelagte området ved Brooks Camp hvor man kan se brunbjørne fiske i floden. Bjørnestammen her er den største i noget naturbeskyttelsesområde i verden. Det var i denne park at bjørneentusiasten Timothy Treadwell og hans kæreste Amie Huguenard blev dræbt og delvis spist af en brunbjørn.